# 单纯集合
数学裡，单纯集合（simplical set）是范畴同伦论中一个构造，这是“良态”拓扑空间的一个纯代数模型。历史上，这个模型源自组合拓扑学特别是单纯复形。

## 引言
拓扑空间可从单形以及它们的接合关系（或准确地说表示为差一个同伦）构造出来，单纯集合是抓住这一点的范畴（即纯代数）模型。这类似于拓扑空间的 CW复形模型，本质区别是单纯集合是纯代数的，本身不带任何拓扑（这在给出正式定义后将见到）。
为了得到真正的拓扑空间，有一个几何实现函子，取值于紧生成豪斯多夫空间范畴。同伦论中绝大多数关于 CW 复形的结论有类似的单纯复形版本，推广了这些结论。尽管代数拓扑学家大多数仍坚持使用 CW 复形，越来越多的研究者对将单纯集合应用于代数几何学感兴趣，在代数几何中 CW 复形不是自然存在的。

## 正式定义
使用范畴论语言，一个单纯集合 X 是一个反变函子
X: Δ → Set
这里 Δ 表示单纯范畴，其对象是有限字符串或如下形式的序数
0 → 1 → ... → n
（换句话说，非空全序有限集合），而态射是它们之间的保序函数，Set 是小集合范畴。
通常定义单纯集合为从反范畴出发的共变函子
X: Δop → Set
这显然等价于上一个定义。
或者，我们可以将一个单纯集合想象为 Set 范畴中的一个单纯对象，不过这只是如上定义的另一种说法。如果我们使用反变函子 X，则得到了余单纯集合的定义。
单纯集合组成一个范畴，通常记做 sSet 或 S，其对象是单纯集合，态射是他们之间的自然变换。对余单纯集合也有相应的范畴，记做 cSet。 
这些定义来自于范畴 Δ 中施加到面映射与退化映射上条件的关系。

## 面映射与退化映射
在 Δop 内，有两类特别重要的映射称为面映射与退化映射，他们抓住了单纯集合的组合性质。
面映射 di : n → n − 1 如下给出
di (0 → … → n) = (0 → … → i − 1 → i + 1 → … → n).
退化映射 si : n → n + 1 如下给出
si (0 → … → n) = (0 → … → i − 1 → i → i → i + 1 → … → n).
由定义，这些映射满足如下单纯恒等式：
1. di dj = dj−1 di 如果 i < j
2. di sj = sj−1 di 如果 i < j
3. dj sj = id = dj+1 sj
4. di sj = sj di−1 如果 i > j + 1
5. si sj = sj+1 si 如果 i ≤ j.

单纯范畴 Δ 的态射为单调不减函数。于是这些映射由去掉或添加一个元素组成，上如具体关系强调了拓扑应用。可以证明这些关系是充分的。

## 标准n-单形与单形范畴
范畴中 标准 n-单形，记做 Δn，是函子 hom(-, n) 这里 n 表示开始 (n+1) 个非负整数字符串 0 → 1 → ... → n，而 hom 集合在范畴 Δ 上取。在一些教材中，却记做 hom(n,-) 这里 hom 集合理解成取于反范畴 Δop。
集合实现 |Δn| 定义为一般位置的标准拓扑 n-单形
{\displaystyle |\Delta ^{n}|=\{(x_{0},\dots ,x_{n})\in \mathbb {R} ^{n+1}:0\leq x_{i}\leq 1,\sum x_{i}=1\}.}
由米田引理，单纯集合 X 的 n-单形由自然变换hom(Δn, X) 刻画。从而 X 的 n-单形记做 Xn。进一步，存在一个单形范畴，记做 {\displaystyle \Delta \downarrow {X}} 其对象是映射 Δn → X，态射是由在 Δ 中的 n → m 给出 X 上的自然变换 Δm → Δn。如下同态指出单纯集合 X 是其单形的余极限：
{\displaystyle X\cong \varinjlim _{\Delta ^{n}\to X}\Delta ^{n}}
这里余极限在 X 的单形范畴上取。

## 几何实现
有一个叫做几何实现的函子 |•|: S → CGHaus，将一个单纯集合 X 映为紧生成豪斯多夫拓扑空间范畴中对应的实现。
这个较大的范畴用于这个函子的靶是因为，特别地，单纯集合的乘积
{\displaystyle X\times Y}
实现为对应拓扑空间的实现
{\displaystyle |X|\times _{Ke}|Y|}，
其中 {\displaystyle \times _{Ke}} 表示凯莱空间乘积（Kelley space product）。为了定义实现函子，我们首先定义它在 n-单形 Δn 上为对应的拓扑 n-单形 |Δn|。该定义自然扩张到任何单纯集合：
|X| = limΔn → X |Δn|
这里余极限取在 X 的 n-单形。几何实现函子在 S 上有函子性。

## 空间的奇异集合
一个拓扑空间 Y 的奇异集合是如下单纯集合，对每个对象 n ∈ Δ，S(Y): n → hom(|Δn|, Y)，态射上赋予明显的函子条件。这个定义类似于单纯拓扑中的通过标准拓扑 n-单形研究一个拓扑空间的想法。另外，奇异函子 S 右伴随于上面所说的几何实现函子：
homTop(|X|, Y) ≅ homS(X, SY)
对任何单纯集合 X 与任何拓扑空间 Y。

## 单纯集合的同伦论
在单纯集合范畴中，可以定义纤维化为阚纤维化。单纯集合的一个映射定义为弱等价如果其几何实现是空间的弱等价。单纯集合的一个映射定义为上纤维化如果它是单纯集合的一个单态射。丹尼尔·奎伦的一个艰深的定理说具有这三类态射的单纯集合范畴满足真闭单纯模型范畴的公理。
此理论的一个重要转折点是阚纤维化的几何实现是空间的塞尔纤维化。以空间上的模型结构为基础，利用标准同伦抽象废话可以发展一套单纯集合的同伦论。进一步，集合实现与奇异函子给出闭模型范畴之间的一个奎伦等价，这包含了单纯集合的同伦论与 CW 复形的通常同伦论之间的等价：
|•|: Ho(S) ↔ Ho(Top) : S.

## 单纯对象
范畴 C 中的一个单纯对象 X 是一个反变函子
X: Δ → C
或等价地共变函子：
X: Δop → C
当 C 是集合范畴，我们讨论的就是单纯集合。设 C 是群范畴或阿贝尔群范畴，我们分别得到单纯群范畴和单纯阿贝尔群范畴。
单纯群与单纯阿贝尔群也带有由底单纯集合诱导的闭模型结构。
单纯阿贝尔群的同伦群可由都德-阚对应给出，它诱导了单纯阿贝尔群与有界链复形两个范畴之间的等价，这个等价关系由函子： 
N: sAb → Ch+
与
Γ: Ch+ → sAb
给出。